# Округ Дјукс (Масачусетс)
Дјукс (енгл. Dukes County) је округ у америчкој савезној држави Масачусетс.

## Демографија
По попису из 2010. године број становника је 16.535, што је 1.548 (10,3%) становника више него 2000. године.
| Група             | 2000.          | 2010.          |
| Белци             | 13.489 (90,0%) | 14.275 (86,3%) |
| Афроамериканци    | 359 (2,4%)     | 511 (3,1%)     |
| Азијати           | 69 (0,5%)      | 128 (0,8%)     |
| Хиспаноамериканци | 155 (1,0%)     | 384 (2,3%)     |
| Укупно            | 14.987         | 16.535         |